# Mathieu Peybernes
Mathieu Peybernes (Toulouse, Francia, 21 de octubre de 1990) es un futbolista francés que juega como defensa en el F. C. Sochaux-Montbéliard del Championnat National.

## Trayectoria
Formado en las categorías inferiores del F. C. Sochaux-Montbéliard, firmó un contrato con el primer equipo en 2009 y debutó en la Ligue 1 en un partido contra el Stade Rennais F. C. disputado el 2 de mayo de 2010. En julio de 2014, después de haber descendido con el Sochaux a la Ligue 2, rescindió su contrato con el club y fichó por el S. C. Bastiais. Con el equipo corso disputó la final de la Copa de la Liga 2014-15, en la que fueron derrotados por el Paris Saint-Germain F. C. por 4-0. En enero de 2017 fue traspasado al F. C. Lorient a cambio de 2 millones de euros. Tras un nuevo descenso a la Ligue 2 con el Lorient, fue cedido al Göztepe S. K. en agosto. Abandonó el club turco en enero de 2018 para irse al K. A. S. Eupen belga también en calidad de préstamo.
De cara a la temporada 2018-19 se incorporó como cedido al Real Sporting de Gijón. Al término de la misma, fue traspasado a la U. D. Almería, quien lo cedió al C. D. Lugo el 2 de septiembre de 2019. Inició el curso 2020-21 con el conjunto almeriense y el 15 de enero de 2021 fue prestado al Real Zaragoza hasta el final del mismo. El 31 de julio se marchó definitivamente de la U. D. Almería al rescindir su contrato y a los dos días firmó con el Málaga C. F. por dos años. Tras solo uno de ellos, club y jugador acordaron la rescisión de su contrato.
A los dos días de abandonar Málaga, y después de cuatro años en el fútbol español, fichó por el Apollon Limassol chipriota. Allí estuvo un par de temporadas, en las que disputó competiciones europeas, y en agosto de 2024 regresó al F. C. Sochaux-Montbéliard.

## Clubes
| Club                            | País    | Año       |
| ------------------------------- | ------- | --------- |
| F. C. Sochaux-Montbéliard       | Francia | 2009-2014 |
| S. C. Bastia                    | Francia | 2014-2017 |
| F. C. Lorient                   | Francia | 2017-2019 |
| Göztepe S. K. (cedido)          | Turquía | 2017-2018 |
| K. A. S. Eupen (cedido)         | Bélgica | 2018      |
| Real Sporting de Gijón (cedido) | España  | 2018-2019 |
| U. D. Almería                   | España  | 2019-2021 |
| C. D. Lugo (cedido)             | España  | 2019-2020 |
| Real Zaragoza (cedido)          | España  | 2021      |
| Málaga C. F.                    | España  | 2021-2022 |
| Apollon Limassol                | Chipre  | 2022-2024 |
| F. C. Sochaux-Montbéliard       | Francia | 2024-     |

## Palmarés

### Títulos nacionales
| Título              | Club             | País   | Año  |
| ------------------- | ---------------- | ------ | ---- |
| Supercopa de Chipre | Apollon Limassol | Chipre | 2022 |